# Viktor Warsitz
Viktor Franz Warsitz, auch Victor Warsitz (* 4. Juli 1906 in Köln; † 1987) war  ein deutscher Schauspieler bei Bühne und Fernsehen sowie ein Theaterregisseur und Bühnenautor.

## Leben und Wirken
Warsitz hatte nach seinem Abitur bis zur Promotion (Dr. phil.) 1928 in Breslau Philosophie, Kunstgeschichte und Germanistik studiert. Anschließend ließ er sich zum Sänger und Schauspieler ausbilden. Er war Mitglied im Corps Silingia Breslau zu Köln.
Seinen Einstand auf der Bühne gab Warsitz 1930 am Schiller-Theater in Altona (heute Hamburg). Anschließende Verpflichtungen brachten den Künstler an die Hamburger Kammerspiele, ans Volkstheater München sowie nach Düsseldorf, Graz, Gera, Schwerin, Leipzig, Lübeck (wo er auch als Oberspielleiter und Chefdramaturg wirkte), Baden-Baden und Bremerhaven. Danach kehrte Warsitz nach Hamburg zurück, wo er als Dramaturg und Regisseur am Operettenhaus sowie erneut am Altonaer Theater wirkte.
Erst spät, mit fast 60 Jahren, trat Warsitz regelmäßig vor Fernsehkameras. In den 1960er und 1970er Jahren spielte der Schauspieler mit der markanten Glatze und dem Oberlippenbart jede Form hochgestellter Autoritäten und Würdenträger: Mal war er ein Professor oder Oberst, dann wieder ein Landgerichtsdirektor oder ein Graf, schließlich ein General und ein Senatspräsident. Die 4. Folge der Dokumentarserie Lebensläufe von Jam Brede für Radio Bremen 1972 war ganz ihm gewidmet.
Victor Warsitz hat auch als Schriftsteller gearbeitet, sein Goya-Drama Genie ohne Volk wurde am 15. Juni 1937 am Düsseldorfer Schauspielhaus mit Werner Krauß uraufgeführt.
Warsitz war mit der zwei Jahre jüngeren Schweizer Opernsängerin Nelly Bischoff verheiratet, mit der er von 1947 bis 1949 in Schwerin engagiert gewesen war.

## Theater (Auswahl)
als Regisseur
- 1948: Der Löwe auf dem Marktplatz (Städtisches Theater Leipzig)
- 1948: Thersites und Helena (Städtisches Theater Leipzig)
- 1948: Götz von Berlichingen (Städtisches Theater Leipzig)
- 1949: Heroische Komödie (Städtisches Theater Leipzig)
- 1962: Celestina (Calisto und Melibea) (Ernst-Deutsch-Theater damals noch Junges Theater Hamburg)
- 1964: Romulus der Grosse (Stadttheater Hildesheim)
- 1965: Kaiser Jones (Junges Theater Hamburg) (auch Darsteller)

## Filmografie
Fernsehfilme oder -serien
- 1962: Leben des Galilei
- 1963: Das Kriminalgericht (Fernsehserie, Folge Der Fall Calmette)
- 1964: Der Fall Maria Schäfer
- 1965: Der Fall Harry Domela
- 1965: Der Fall Michael Reiber
- 1965: Gestatten – Mein Name ist Cox (Fernsehserie, Folge Circusgeschichte)
- 1966: Der Fall Hau
- 1966: Der Fall Kapitän Behrens – Fremdenlegionäre an Bord
- 1966: Die Gentlemen bitten zur Kasse (Miniserie, 3. Teil)
- 1966: Der Fall Angelika
- 1967: Cliff Dexter (Fernsehserie, Folge Die Rechnung geht nicht auf)
- 1967/1968: Großer Mann was nun? (Fernsehserie, 3 Folgen)
- 1968: Bürgerkrieg in Rußland
- 1968: Sir Roger Casement
- 1969: Percy Stuart (Fernsehserie, Folge Das Ausstellungsstück)
- 1969: Weh’ dem, der erbt
- 1970: Miss Molly Mill (Fernsehserie, Folge Der hustende Prinz)
- 1970: Claus Graf Stauffenberg
- 1971: Tiefe blaue See
- 1972: Lebensläufe (Dokumentarserie, Folge Ein alter Schauspieler – Dr. Victor Warsitz, Oldenburg)
- 1978: Kommissariat 9 (Fernsehserie, Folge Die Edlen der Heilkunst)